# Rainer Müller (Basketballspieler)
Rainer Müller (* 7. März 1966) ist ein ehemaliger deutscher Basketballspieler.

## Laufbahn
Müller spielte beim TV Herkenrath, 1994 stieg der zwei Meter große Innenspieler dann mit Forbo Paderborn unter der Leitung von Trainer Werner Rotsaert in die Basketball-Bundesliga auf.
Auch in der höchsten deutschen Spielklasse gehörte Müller zum Paderborner Aufgebot. In der Saison 1994/95 gelang ihm mit den Ostwestfalen im November 1994 eine große Überraschung, als man Alba Berlin mit 88:78 bezwang und damit den ersten Heimsieg in der höchsten deutschen Spielklasse holte. Jedoch stand am Ende der Saison der Bundesliga-Abstieg für Müller und Forbo Paderborn.